# Space Cop
Space Cop ist eine amerikanische Low-Budget-Film-Parodie  auf die Science-Fiction- und Actionfilm-Genres von Red Letter Media aus dem Jahr 2016. Zu den Darstellern zählen Jay Bauman, Mike Stoklasa, Rich Evans und Jocelyn Ridgely. Der von Red Letter Media selbst vertriebene Film war mindestens sieben Jahre lang in Produktion, andere Quellen sprechen von über zwölf Jahren.
Space Cop feierte am 12. Januar 2016 Premiere auf Blu-Ray und ist seit dem 30. Januar  2016 als Download erhältlich.

## Handlung
Space Cop, ein streitsüchtiger und brutaler Polizist aus dem Jahr 2058, gerät bei einer Verfolgungsjagd in einen Zeitriss und wird versehentlich zurück in das Jahr 2007 versetzt. Die folgenden acht Jahre verbringt er in der Vergangenheit im Dienst der Polizei von Milwaukee.
Nachdem Space Cop dort bei einem Raubüberfall auf ein Kälteschlaf-Unternehmen zwei kriminellen Außerirdischen über den Weg läuft, wird er als Partner einem Polizisten aus der Vergangenheit zugeteilt, der bei dem Überfall versehentlich aufgetaut wurde. Sein neuer Partner ist bemüht, sich stärker an die Regeln zu halten, bleibt aber den Klischees seiner eigenen Zeit verhaftet. Beide werden damit betraut, einen als „Gold Digger“ bekannten Verbrecher zu jagen, der sich auf den Diebstahl von Gold spezialisiert hat. Gemeinsam finden sie heraus, dass „Gold Digger“ in eine außerirdische Verschwörung verwickelt ist, welche die Existenz der gesamten Menschheit bedroht.

## Produktion
Eine auf dem Youtube-Kanal von Red Letter Media 2020 veröffentlichte Videodokumentation gibt Einblicke in die Dreharbeiten, Requisite und Produktionsdetails. Aufgrund des beschränkten Budgets konnte bei den Dreharbeiten immer nur eine einzige größere Kulisse aufgebaut werden. Neben einfachen Greenscreen-Effekten wurden vielfach praktische Spezialeffekte verwendet.

## Kritik
Kritiker Mark Varley von Moviepilot bemängelte Space Cop trotz der parodistischen Intention als „langweiligen und unlustigen Film“. Felix Vasquez Jr. von Cinema Crazed sah Space Cop dagegen als „nettes, wenngleich unvollkommenes Mash-up verschiedener Genres für Filmfans, die so etwas zu schätzen wissen – aber natürlich hauptsächlich für die langjährigen Fans von Red Letter Media“.